# Logis du Roi
Le Logis du Roy ne doit pas être confondu avec le Logis du Roy (Bourbon-l'Archambault) dans l'Allier.
Le Logis du Roy est un immeuble situé dans le centre-ville d'Amiens, dans le département de la Somme.

## Historique
L'histoire de ce bâtiment se confond avec l'histoire de la ville d'Amiens et de la Picardie. Son origine reste obscure : propriété du chapitre cathédral au Moyen Âge, il devint celle de Jean de La Forge, receveur général des finances de Picardie à l'époque moderne qui le rebâtit vers 1520. En 1565, cet hôtel, propriété de la famille de Reffuge, fut racheté par l'État pour servir de résidence pour le gouverneur de Picardie. C'est dans cet hôtel que le cardinal de Richelieu aurait séjourné en 1636 pendant le siège de Corbie. C'est là que deux tentatives d'assassinat de Richelieu auraient échoué par la faiblesse de Gaston d'Orléans qui, mêlé au complot, choisit, le 20 octobre de se retirer à Blois. Louis XIII séjourna lui-aussi dans cet hôtel durant le siège d'Arras, en 1640.
Au XVIIIe siècle, l'hôtel fut abandonné mais en 1926, il fut protégé au titre des monuments historiques (inscription par arrêté du 18 mai 1926). Victime des bombardements allemands du 19 mai 1940, il fut entièrement restauré après la Seconde Guerre mondiale.

## Caractéristiques
Le Logis du Roi, est un édifice en brique et pierre, du début du XVIe siècle, avec une tour polygonale hors œuvre abritant un escalier en colimaçon. Il tire son nom du séjour qu'y aurait fait Louis XIII. Il est de style gothique flamboyant. L'édifice s'élève sur deux niveaux avec des fenêtres à meneau en façade. Il communique avec la Maison du Sagittaire voisine. La tour octogonale s'élève quant à elle sur quatre niveaux.